# Wilhelm Scherer
Wilhelm Scherer, född den 26 april 1841 i Schönborn i Nedre Österrike, död den 6 augusti 1886 i Berlin, var en tysk litteraturhistoriker och språkforskare. Han var halvbror till Anton von Stadler.
Scherer blev professor i tyska språket och litteraturen 1868 vid universitetet i Wien, 1872 i Strassburg och 1877 i Berlin. År 1884 valdes han till medlem av preussiska vetenskapsakademin. 
Hans viktigare arbeten är Denkmäler deutscher Poesie und Prosa (1864, tillsammans med Müllenhoff; 3:e upplagan 1892), Zur Geschichte der deutschen Sprache (1868; 3:e upplagan 1890), Jakob Grimm (1865; 2:a upplagan 1885), Deutsche Studien (1870- 78; 2:a upplagan 1891), Geistliche Poeten der deutschen Kaiserzeit (1874-75), Geschichte der deutschen Dichtung im 11. und 12. Jahrhundert (1875), Die Anfänge des deutschen Prosaromans und Jörg Wichram von Colmar (1877), Aus Goethes Frühzeit (1879) och Geschichte der deutschen Literatur (1883; 13:e upplagan 1914). 
Tillsammans med ten Brink och Martin utgav Scherer sedan 1874 Quellen und Forschungen zur Sprach- und Kulturgeschichte der germanischen Völker. En del av sina tidskriftsuppsatser samlade han under titeln Vorträge und Aufsätze (1874). Efter hans död utgavs bland annat Aufsätze über Goethe (1886; 2:a upplagan 1900), Poetik (1888; 2:a upplagan 1900), Kleine schriften (2 band, 1893) och K. Müllenhoff (1896).  
Scherer var en av de inflytelserikaste tyska universitetslärarna på sin tid, och hans vetenskapliga metod behärskade väsentligen den litteraturvetenskapliga forskningen i Tyskland ett par decennier in på 1900-talet, då flera lärostolar innehades av hans lärjungar. Han såg i filologin "vetenskapen om nationaliteten" och sökte genom en strängt empirisk undersökning, som likväl inte uteslöt djärva hypoteser, fastställa sitt folks historia och egenskaper, sådana språket och litteraturen ådagalade dem.
Emot filosofen ställde han filologen; från grammatik och poetik höll han psykologiska betraktelser fjärran och trodde sig med bruket av filologens hjälpmedel kunna nå alla behövliga resultat. Även om han därigenom stängde för sin vetenskap vägar till kunskap, vilka filologin inte kan finna ersättningar för, hade Scherer en utomordentlig betydelse för litteratur- och språkvetenskapens utveckling därigenom, att han förnyade det grundläggande, de faktiska utgångspunkterna fastställande arbetssättet.
Han tillämpade ljudfysiologin på ljudhistorien, anlade en utvecklingshistorisk synpunkt på tolkningen av diktverk (särskilt givande i fråga om Goethes "Faust"), byggde bryggor mellan estetik och litteraturhistoria samt mellan språkhistoria och folkpsykologi. För utbildningen av den vetenskapliga metodiken, uppställningen av problemen, fastställandet av faktum glömde han inte den konstnärliga framställningens krav, utan ansågs långt efter sin död som en av sitt lands och sin vetenskaps yppersta i karakteriseringsförmåga och stil.